# ニューヨーク恋愛市場
『ニューヨーク恋愛市場』（ニューヨークれんあいしじょう）とは、2021年9月28日から2023年3月21日までABEMAにて放送されていたニューヨークの冠番組。

## 概要
「どこまでが浮気？」「ヤキモチのちょうどいい加減は？」など、男女にまつわるさまざま疑問をニューヨークが徹底検証し、恋のあれこれを学んでいくオトコとオンナのリアルを射抜く恋愛バラエティー。
毎週放送終了後にABEMAプレミアム会員限定で『恋愛“ヤミ”市場』が公開されていた。
2021年12月28日放送分は90分スペシャルとして配信された。
2023年3月21日配信分で最終回となった。

## 出演者

### MC
- ニューヨーク

### 進行
- 西澤由夏（ABEMAアナウンサー）

## スタッフ
- 演出：村田欣也
- 構成：渡邊賢史、長澤のぶとし、立川ヒロナリ、平井悠美子、安藤凜人
- ナレーター：根岸朗、塩川長香
- EED：古岸尚真、針谷大吾
- MA：飯田言樹（grasp）
- 音効：安藤裕人、田口雄太（grasp）
- 番組テーマソング：「Love You!!!!!!」カメレオン・ライム・ウーピーパイ
- SW：岡田勇輝
- CAM：中村佳央
- MIX：山田値久
- VE：中塚菜々子
- 技術協力：ヌーベルバーグ
- 美術協力：柴田慎一郎
- デザイン：近藤純子
- アートコーディネーター：西村貴則
- 大道具：木村敬
- 美術協力：フジアール
- 制作アシスタント：中島裕子
- 演出補：神田有紀
- ディレクター：辻潤、道下貴之、北原康太郎、北原加歩、田代和総、羽隅光、永田康一、杣俊輔
- アシスタントプロデューサー：荒川慧介、原朋也
- プロデューサー：山脇由紀子
- ゼネラルプロデューサー：濱崎賢一
- 制作：いまじんCR[3]
- 制作著作：ABEMA

## 放送リスト
| 2021年 | 2021年   | 2021年                                                | 2021年 | 2021年             | 2021年 |
| 回数   | 放送日   | 内容                                                  | ゲスト | 備考               |        |
| ------ | -------- | ----------------------------------------------------- | --- | ------------------ | ------ |
| #1     | 9月26日  | 女子に嫌われる服王決定戦&女優もオトせる♡DM講座        | 峯岸みなみ、潮みか、まるいるい、亀川萌絵子、池田一真（しずる）、山添寛（相席スタート）、大津広次（きつね）、伊藤俊介（オズワルド）、鬼越トマホーク |                    |        |
| #2     | 10月5日  | 屋敷vs西澤アナ…女子がされたい♡ちょうどいいヤキモチ    | ほのか、インディアンス |                    |        |
| #3     | 10月12日 | 不倫略奪…哀しい恋買います&経験アリ53%♡セフレ調査      | 和地つかさ、相席スタート、レインボー |                    |        |
| #4     | 10月19日 | 「それ罠なのに！」彼の側にいたら嫌なあざと女子FILE    | 須田亜香里、TEAM BANANA、エレガント人生、河邑ミク |                    |        |
| #5     | 10月26日 | 緊急企画！相方の愛し方＆男女でプレイちょっとHなゲーム | Everybody、曽山哲人、ダイタク |                    |        |
| #6     | 11月9日  | 女子が髪型変えたらホメんかい！＆即興ほろ苦ラブソング  | 小山ティナ、銀シャリ、トニーフランク、虹色侍 |                    |        |
| #7     | 11月16日 | 脱非モテプロフ！マッチングアプリ攻略法&キュン喜利王   | 村重杏奈、男性ブランコ、佐伯元輝（やさしいズ）、栗谷悟志（カカロニ）、おとうふ |                    |        |
| #8     | 11月23日 | なぜ一夜で終わる？ワンナイト街録調査&セクシー大喜利   | デニス、餅田コシヒカリ、森咲智美、小池美由、ゆめっち（3時のヒロイン）、Saaya |                    |        |
| #9     | 12月7日  | 実録！クソLINE見せて下さい&丁度いいヤキモチ第2弾      | レインボー、おかずクラブ |                    |        |
| #10    | 12月14日 | ヒモ男×ヒモ飼いたい女が公開マッチング&衝撃ヒモ生活    | 古川優香、神谷ウメボシ、谷拓哉（パンプキンポテトフライ）、小阪浩己（スカイサーキット）、高橋洋平（ハウメニピーポー） |                    |        |
| #11    | 12月21日 | たまらん♥ 女子の丁度イイ匂わせ&ピンク妄想を映像化     | ゆうちゃみ、コマンダンテ、海里、生牡蠣いもこ、ゆめっち（3時のヒロイン）、鬼越トマホーク、小倉由菜、夕刊、宮本和幸（スカチャン）、はら（ゆにばーす） |                    |        |
| #12    | 12月28日 | 90分SP！女子に嫌われる服装王&セフレ止まりの女達       | 小嶋陽菜、錦鯉、オズワルド、大津広次（きつね）、西村真二（コットン）、都築拓紀（四千頭身）、金田哲（はんにゃ）、小椋梨央、山ノ内ジャン、きょん（コットン）、Waco、ひらめ、金子きょんちぃ（ぱーてぃーちゃん）、横浜勢!!!、西野未姫、ずま（虹色侍）バイク川崎バイク、坂田光（サンシャイン）、たかし（トレンディエンジェル）、ティファニー、のあ、ぷに | 90分拡大スペシャル |        |

| 2022年 | 2022年   | 2022年                                                                                                | 2022年 | 2022年                          | 2022年 |
| 回数   | 放送日   | 内容                                                                                                  | ゲスト | 備考                            |        |
| ------ | -------- | --- | --- | ------------------------------- | ------ |
| #13    | 1月13日  | 乳輪占い&「エロいハプニング勃発」セクシー事故物件                                                     | ニッポンの社長、小泉エリ、平崎里奈、コットン、田口秋光（アイリー）、安倍慎也（六年黄組） |                                 |        |
| #14    | 1月20日  | セフレカップル本音&ラブホ出てき方                                                                     | 蛙亭、瑛茉ジャスミン、東ブクロ（さらば青春の光）、アントニー（マテンロウ ）、菅良太郎（パンサー） |                                 |        |
| #15    | 1月26日  | “都合のいい女”76％経験アリ＆田舎キャバ嬢恋愛事情                                                      | ピスタチオ、TEAM BANANA |                                 |        |
| #16    | 2月1日   | 街録調査！10代の浮気＆男心ドキドキ♥大喜利                                                             | とろサーモン、小池美由、真島なおみ、熊元プロレス（紅しょうが）ララ（partyon） |                                 |        |
| #17    | 2月15日  | 街頭調査！流れで♡ワンナイト＆盛り乳に気づかぬ男たち                                                   | しずる、菅良太郎（パンサー）、葉月あや、布川ひろき（トム・ブラウン） |                                 |        |
| #18    | 2月22日  | ヒモ男×ヒモ飼いたい女が公開マッチング&衝撃ヒモ生活                                                    | アインシュタイン、休井美郷、日高舞子、佐藤リナ、りぃくす |                                 |        |
| #19    | 3月1日   | たまらん♥ 女子の丁度イイ匂わせ&ピンク妄想を映像化街録！秘めた性癖＆噛みたい女子＆付き合うとヤバイ職業 | マテンロウ、橋本陽菜、加藤鷹、夜羽エマ、阿久津真央、宮城（セブンキャッスル）、ブルーレディ、三浦リョースケ（ネイチャーバーガー） |                                 |        |
| #20    | 3月8日   | 営み後♥ラーメン＝事後ラー調査＆ヤバいorいい匂わせ                                                     | モグライダー、餅田コシヒカリ、福岡みなみ、戸田れい、プー・ルイ、山井祥子 |                                 |        |
| #21    | 3月15日  | クソ”プレゼント調査&芸人30名酔い恋愛ツイート                                                          | 足立梨花、バイク川崎バイク、村上純（しずる）、栗谷悟史（カカロニ）、かなで（3時のヒロイン）、野澤輸出（ダイヤモンド）、アミ（ポンループ）、大原優一（ダンビラムーチョ）、別府ともひこ（エイトブリッジ）、池田直人（レインボー）、はら（ゆにばーす）、きょん（コットン）、松下宣夫（デニス）、有宗高志（キンボシ）、石井輝明（コマンダンテ）、山﨑ケイ（相席スタート）、熊元プロレス（紅しょうが） |                                 |        |
| #22    | 3月22日  | 調査！イマドキ女子の勝負下着事情&ピンクな人狼ゲーム                                                   | ダイタク、長澤茉里奈、金子智美、奏音かのん、なの |                                 |        |
| #23    | 3月29日  | 男はこんな服装好きでしょ？&ピンクな質問♥男女ゲーム                                                    | 石原希望、マヂカルラブリー、インディアンス、ネルソンズ、かこ、ゆな、あい、みいあ | 春の90分スペシャル              |        |
| #24    | 4月12日  | ※番組乗っ取り中※街角であの人アリ♡な男女を直接マッチング                                               | MC：しずる、進行：瀧山あかね(ABEMAアナウンサー) ゲスト：ニューヨーク、西澤由夏 | 全編でレギュラージャック回      |        |
| #25    | 4月19日  | 都合のいい男チョロメン街頭調査＆結婚ソングで屋敷感動                                                  | トレンディエンジェル、井口綾子、AMEMIYA、キャベツ確認中、ビスケッティ、菊地亜美 |                                 |        |
| #26    | 4月26日  | 女子うっとり♡モテ部屋王＆韓国ドラマきゅん王                                                           | ダレノガレ明美、そいつどいつ、渡邊孝平(クロスバー直撃)、石井輝明(コマンダンテ)、大津広次(きつね) |                                 |        |
| #27    | 5月3日   | 女子がムラッ♥キュン超えてギュンとなる、男のあの仕草                                                   | 小島みなみ、キュウ、西村真二（コットン）、ぱぴよんぼういず、まいてぃ |                                 |        |
| #28    | 5月10日  | 即アウト！クソデート街頭調査＆新居で浮気…最悪恋バナ                                                   | スクールゾーン、オダウエダ、白愛りね、CRAZY COCO |                                 |        |
| #29    | 5月24日  | 隠れ地雷系女子を調査＆イケメン芸人極上デート対決                                                      | 菊地亜美、コウテイ、村上（マヂカルラブリー）、前田壮太（カラタチ）、はまやねん(8.6秒バズーカー)、金城めくるくん（ウォーリーズジャパン） |                                 |        |
| #30    | 5月31日  | 初めてのTバック＆セクシーゲームでスタジオ大興奮                                                       | 東京ホテイソン、エルフ、まいてぃ、AYAKA、はーちゃん、ぱきりり、らんか |                                 |        |
| #31    | 6月7日   | 最低なのになぜモテる？クズ男調査&女子の怒りの回避術                                                   | くりえみ、囲碁将棋、ぱぴよんぼういず、山ノ内ジャン |                                 |        |
| #32    | 6月14日  | 行為後の姿に…女子が冷める瞬間＆「ホ別２万」のいい話                                                   | 神部美咲、ザ・マミィ |                                 |        |
| #33    | 6月21日  | 実録！女には通用しない男の嘘…実はこれでバレてる！                                                     | ジェラードン、古畑星夏 | バーレスク東京メンバーがVTR出演 |        |
| #34    | 7月5日   | 男子は知らない！ 女子の恐るべき浮気調査術                                                             | ラランド |                                 |        |
| #35    | 7月15日  | スマホバキバキ女子はガードゆるゆる？＆大人のゲーム♡                                                   | みなみかわ、東ブクロ(さらば青春の光)、見掛け倒し千咲、ピンクランキング女子 |                                 |        |
| #36    | 7月19日  | 美女揃い合コン最強メンツ調査＆ドキッ♡セクシー大喜利                                                   | 紺野ぶるま、コロコロチキチキペッパーズ、小池美由、プー・ルイ、ララ |                                 |        |
| #37    | 7月26日  | ワンナイト調査！アレさえなければOKしたのに…                                                           | ぱーてぃーちゃん、トム・ブラウン、でか美ちゃん、伊地知大樹、佐伯元輝（やさしいズ）、栗谷悟史（カカロニ） |                                 |        |
| #38    | 8月2日   | 下心丸見え！勘違い男からのクソLINE調査                                                                | 岸明日香、空気階段 |                                 |        |
| #39    | 8月9日   | ゾッとした！男からのクソ告白を調査&女のオチなし話                                                     | オズワルド、chelmico、金城めくるくん(ウォーリーズジャパン)、谷拓哉(パンプキンポテトフライ) |                                 |        |
| #40    | 8月16日  | 1時間SP！ヤラかした実体験＆水着美女と水遊び                                                           | たかし(トレンディエンジェル)、尾形貴弘(パンサー)、おばたのお兄さん、森田哲矢(さらば青春の光)、ララ、レム、りょう、らんか、パンナ、みな |                                 |        |
| #41    | 8月23日  | オトナの関係女子のS●Xルール。続けるための秘訣とは                                                     | 石原由希、ロングコートダディ |                                 |        |
| #42    | 9月6日   | 男はこんな服好きでしょ？♡色っぽ夏服編&初体験…人狼                                                     | とろサーモン、三上悠亜、森咲智美、休井美郷、吉原怜那(ダウ90000)、もも、Rちゃん、えみ姉、おもち |                                 |        |
| #43    | 9月13日  | 流れで♡ワンナイトを調査〜大阪女子編〜＆ピンクジャック                                                 | Rちゃん、インディアンス |                                 |        |
| #44    | 9月20日  | クソLINE調査大阪編&恋愛ドラマ王！濃厚キスにギュン                                                     | みりちゃむ、バイク川崎バイク、タイ(やさしいズ)、かなで(3時のヒロイン)、今泉力哉 |                                 |        |
| #45    | 9月27日  | 相席ラウンジ潜入!男女のリアルな会話とは＆柏木由紀恋話                                                 | 柏木由紀 |                                 |        |
| #46    | 10月11日 | シーシャで女子は乱れる!?潜入調査＆デートで嫌な服装王                                                  | きつね、瀧山あかね(ABEMAアナウンサー)、海里、JOY、池田直人(レインボー)、九条ジョー(コウテイ) |                                 |        |
| #47    | 10月18日 | 女子絶叫!?マッチングアプリリアル体験記＆ピンク人狼                                                    | 青山フォール勝ち(ネルソンズ)、和田まんじゅう(ネルソンズ)、ちゃんもも(バンドじゃないもん！)、ウナギ・サヤカ、真島なおみ、シャーナ |                                 |        |
| #48    | 10月25日 | ハロウィン女子のコスプレ調査＆ちょうどいいオス出し王                                                  | 雪平莉左、いぬ、山ノ内ジャン |                                 |        |
| #49    | 11月8日  | 女がワンチャンあると思う瞬間＆男女のトラブル回避術                                                    | 林ゆめ、永野、お見送り芸人しんいち、山ノ内ジャン |                                 |        |
| #50    | 11月15日 | こんな所初めて♡ホテル体験談＆ガチで落ちるナンパ術                                                     | ジューン・ラブジョイ、おたけ(ジャングルポケット)、ダイタク、CRAZY COCO |                                 |        |
| #51    | 11月22日 | 1時間SP！ホテルで最強の時間＆男女の愛し合い方調査                                                     | 高橋みなみ、鬼越トマホーク、ヒコロヒー、東ブクロ(さらば青春の光)、JP、リリー(見取り図)、ペリ・ウブ、かとう唯、平崎里奈、蘭 |                                 |        |
| #52    | 11月29日 | 1時間SP！グラドル海里のモテ部屋潜入＆シーシャバーで異性とチルれ！                                     | 三上悠亜、蛙亭、大津広次（きつね）、海里、くりえみ、ひめ |                                 |        |
| #53    | 12月6日  | 女子はココも見てる！男子の意外な一面に女子は引いてた？                                                | 空気階段、小日向ゆか、山田愛美(TEAM BANANA)、高桑蘭佳 |                                 |        |
| #54    | 12月13日 | ホテルでの甘い思い出調査♡＆グラドルと合コンゲーム                                                     | コットン、RIPガールズ（水沢まい、樹智子、堀江りほ、桃々さや) |                                 |        |
| #55    | 12月27日 | 2022年ヤラかしちゃった恥ずかし体験を調査＆ガールズバー大集合に興奮                                    | 長澤茉里奈、長澤聖愛、菅良太郎(パンサー)、レインボー |                                 |        |

| 2023年 | 2023年        | 2023年                                                                   | 2023年 | 2023年 | 2023年 |
| 回数   | 放送日        | 内容                                                                     | ゲスト | 備考   |        |
| ------ | ------------- | ------------------------------------------------------------------------ | --- | ------ | ------ |
| #56    | 1月3日        | 女子がムラッとする！男女乱れる激アツスポット体験潜入！                   | 三四郎、ゆうちゃみ、ゆいちゃみ |        |        |
| #57    | 1月10日       | あの時しておけば…昔の男と同窓会の夜に♡＆美女集結で暴露大会！恋のあら騒ぎ | 堀未央奈、津田篤宏(ダイアン) |        |        |
| #58    | 1月17日       | 一目惚れ❤︎女子の逆ナン密着＆ラウンドガールと合コン                        | 雪平莉左、さらば青春の光、しずる、藤林徹也、きのこちゃん、植木おでん(たまゆら学園)                                                     |        |        |
| #59    | 1月31日       | 実はイケる！美人夜職さんの落とし方♡＆エモすぎる！恋のお悩み相談          | 井上咲楽、ランジャタイ |        |        |
| #60    | 2月7日        | 禁断すぎ！女子のスマホの中身を調査！恥ずかしい写真を丸裸に               | 金属バット、兒玉遥、れなちる(チロリアン太陽)、胡桃そら、しょう、瀧山あかね(ABEMAアナウンサー)                                          |        |        |
| #61    | 2023年2月14日 | 女子がガチ逆ナン！彼氏欲しい素人女子＆女性芸能人が街中で男子をハント     | ぺこぱ、本郷杏奈、紅生姜、田中凌(ブルーレディ)、まつなみ、トヨダ、ヒラール松谷(トウイン)                                               |        |        |
| #62    | 2月28日       | 男女のLINEを覗き見！男の下心が露わに＆恋のあら騒ぎ                       | アンジェラ芽衣、マユリカ |        |        |
| #63    | 3月7日        | 恥ずかしい！女子の（秘）スマホ写真公開＆エモすぎる！元AKBへガチ告白      | 島崎遥香、かなで(3時のヒロイン)、福田麻貴(3時のヒロイン)、ジャンボたかお(レインボー)、田中凌(ブルーレディ)、トヨダ、片山陽加、柏木由紀 |        |        |
| #64    | 3月14日       | 恋冷めた…クソプレゼント調査＆かっこつけさせられ王                        | ねお、井上裕介(NON STYLE)、錦鯉、根建太一(囲碁将棋)、きょん(コットン)、ガク(真空ジェシカ)                                              |        |        |
| #65    | 3月21日       | 男がきっかけで女子が卒業した事＆ファンにムラムラするアイドル             | あの、鬼越トマホーク、渋谷華、関根紬（RASCAL CLAN）、ゆいな                                                                            |        |        |